# Börstigs socken

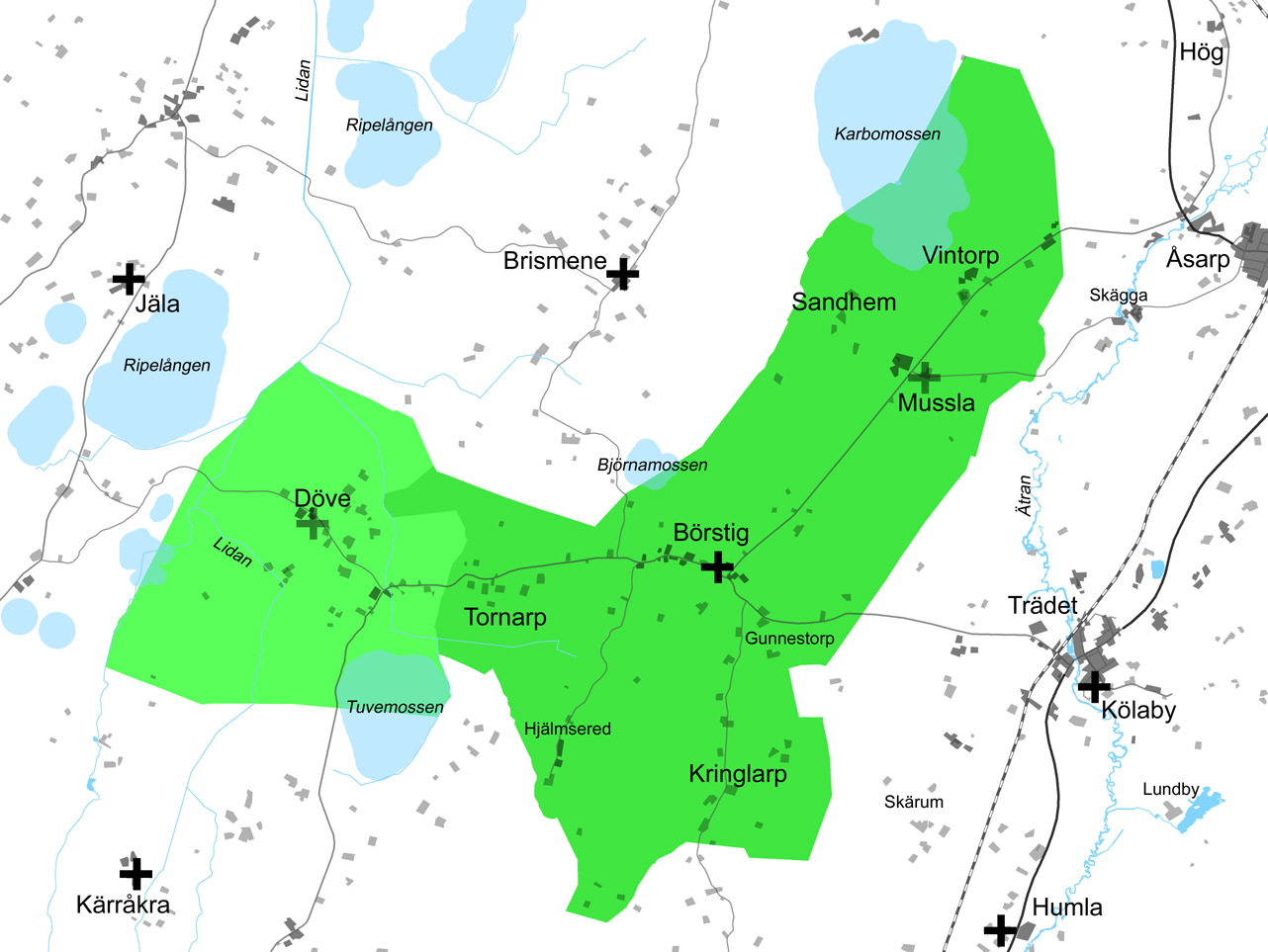
Karta över Börstigs socken.

Börstigs socken i Västergötland ingick i Frökinds härad, med en mindre del före 1887 i Redvägs härad,, ingår sedan 1974 i Falköpings kommun och motsvarar från 2016 Börstigs distrikt.
Socknens areal är 35,18 kvadratkilometer varav 35,11 land. År 2000 fanns här 235 invånare.  Kyrkbyn Börstig med sockenkyrkan Börstigs kyrka ligger i socknen.

## Administrativ historik
Socknen har medeltida ursprung. Före 1540 införlivades Mussla socken (Sandhems socken) och omkring 1550 Döve socken, dock ej jordebokssocknen. Före 1887 tillhörde en mindre del, Kringlarp, Redvägs härad och Döve by tillhörde Kärråkra jordebokssocken Ås härad. 1887 övergick dessa delar till denna socken och Frökinds härad, och överfördes samtidigt från Älvsborgs län till Skaraborgs län. 
Vid kommunreformen 1862 övergick socknens ansvar för de kyrkliga frågorna till Börstigs församling och för de borgerliga frågorna bildades Börstigs landskommun. Landskommunen uppgick 1952 i Frökinds landskommun som 1974 uppgick i Falköpings kommun. Församlingen uppgick 2010 i Åsarps församling.
1 januari 2016 inrättades distriktet Börstig, med samma omfattning som församlingen hade 1999/2000.  
Socknen har tillhört län, fögderier, tingslag och domsagor enligt vad som beskrivs i artikeln Frökinds härad. De indelta soldaterna tillhörde Skaraborgs regemente, Vilska kompani och Västgöta regemente, Laske och Vartofta kompanier.
Under mitten av 60-talet så blev byn rikskänd genom att över 20 lador brändes ner på kort tid. Detta uppmärksammades även i Veckans brott.

## Geografi
Börstigs socken ligger söder om Falköping. Socknen är en småkuperad bygd med odlingsmark och skog med mossmark.

## Fornlämningar
Från järnåldern finns gravfält.

## Namnet
Namnet skrevs 1397 Birghestighe och kommer från kyrkbyn. Efterleden är stig, 'stig, väg'. Förleden kan möjligen innehålla byrghe syftande på en borganläggning.